# Kevin Kranz
Kevin Kranz (Francoforte sul Meno, 20 giugno 1998) è un velocista tedesco.

## Palmarès
| Anno | Manifestazione  | Sede       | Evento      | Risultato | Prestazione | Note |
| ---- | --------------- | ---------- | ----------- | --------- | ----------- | ---- |
| 2018 | Europei         | Berlino    | 100 m piani | Batteria  | 10"41       |      |
| 2018 | Europei         | Berlino    | 4×100 m     | Batteria  | dnf         |      |
| 2019 | Europei indoor  | Birmingham | 60 m piani  | 8º        | 6"73        |      |
| 2019 | World Relays    | Yokohama   | 4×100 m     | Batteria  | 38"91       |      |
| 2019 | Europei U23     | Gävle      | 100 m piani | 4º        | 10"28       |      |
| 2019 | Europei U23     | Gävle      | 4×100 m     | Oro       | 39"22       |      |
| 2021 | Europei indoor  | Toruń      | 60 m piani  | Argento   | 6"60        |      |
| 2022 | Mondiali        | Eugene     | 4×100 m     | Batteria  | 38"83       |      |
| 2022 | Europei         | Monaco     | 4×100 m     | Finale    | dnf         |      |
| 2023 | Mondiali        | Budapest   | 4x100 m     | Batteria  | dnf         |      |
| 2024 | World Relays    | Nassau     | 4×100 m     | Batteria  | dnf         |      |
| 2024 | Europei         | Roma       | 4x100 m     | Bronzo    | 38"52       |      |
| 2024 | Giochi olimpici | Parigi     | 4x100 m     | Batteria  | 38"53       |      |
| 2025 | Europei indoor  | Apeldoorn  | 60 m piani  | 5º        | 6"57        |      |
| 2025 | World Relays    | Guangzhou  | 4x100 m     | 6º        | 38"92       |      |

## Altre competizioni internazionali
- Argento ai Campionati europei a squadre di atletica leggera ( Madrid), 4x100 m - 38"27